# 45 Minutes from Hollywood
45 Minutes from Hollywood é um filme mudo produzido nos Estados Unidos, dirigido por Fred Guiol e lançado em 1926.
Na época, era conhecido como um veículo Glenn Tryon, mas hoje é mais lembrado como a segunda instância de Stan Laurel e Oliver Hardy aparecendo no mesmo filme juntos - embora eles não compartilhem nenhuma cena - pelo menos meia década depois sua primeira chance de faturamento em The Lucky Dog (1921).

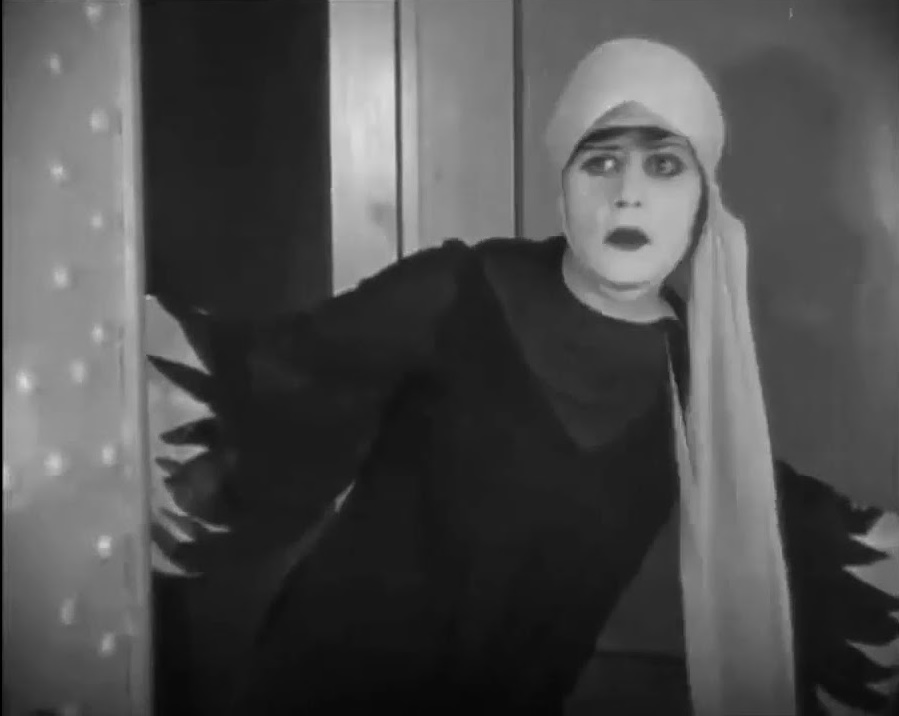
Theda Bara em 45 Minutes from Hollywood.

Como o filme usa imagens do veículo estrela de Theda Bara, Madame Mystery (lançado em abril de 1926), é também a última aparição de Theda Bara no cinema.

## Elenco
- Rube Clifford
- Molly O'Day
- Theda Bara
- Mickey Daniels
- Scooter Lowry
- Allen "Farina" Hoskins
- Jackie Condon
- Jay R. Smith
- Johnny Downs
- Joe Cobb
- Oliver Hardy
- Edna Murphy
- Jerry Mandy
- Ham Kinsey
- Ed Brandenburg
- Jack Hill
- Stan Laurel
- Al Hallett
- Tiny Sandford
- Monte Collins
- The Hal Roach Bathing Beauties
- Janet Gaynor